# Адміністративний устрій Ічкінського району
Адміністративний устрій Ічкінського району — адміністративно-територіальний поділ Ічкінкого району АР Крим на 1 селищну та 11 сільських рад, які підпорядковані Совєтській районній раді та об'єднують 38 населених пунктів. Адміністративний центр — смт Ічкі.

## Список радСовєтського району
| №  | Назва                           | Центр              | Населені пункти                                                                    | Площа км² | Місце за площею | Населення (2001), чол. | Місце за населенням |
| -- | ------------------------------- | ------------------ | ---------------------------------------------------------------------------------- | --------- | --------------- | ---------------------- | ------------------- |
| 1  | Совєтська селищна рада          | смт Ічкі           | смт Ічкі                                                                           |           |                 |                        |                     |
| 2  | Дмитрівська сільська рада       | c. Дмитрівка       | c. Дмитрівка c. Ровенка                                                            |           |                 |                        |                     |
| 3  | Завітненська сільська рада      | c. Завітне         | c. Завітне c. Пчільники                                                            |           |                 |                        |                     |
| 4  | Іллічівська сільська рада       | c. Киянли          | c. Киянли c. Восточне c. Георгіївка c. Дятлівка c. Надежда c. Річне c. Шахтине     |           |                 |                        |                     |
| 5  | Красногвардійська сільська рада | c. Новий Цюріхталь | c. Новий Цюріхталь c. Лохівка c. Лучове                                            |           |                 |                        |                     |
| 6  | Краснофлотська сільська рада    | c. Кайнаш          | c. Кайнаш c. Варварівка c. Лебединка c. Маркове                                    |           |                 |                        |                     |
| 7  | Некрасовська сільська рада      | c. Некрасовка      | c. Некрасовка c. Деппар-Юрт                                                        |           |                 |                        |                     |
| 8  | Прудівська сільська рада        | c. Пруди           | c. Пруди c. Привільне                                                              |           |                 |                        |                     |
| 9  | Пушкінська сільська рада        | c. Пушкіне         | c. Пушкіне c. Маківка                                                              |           |                 |                        |                     |
| 10 | Урожайнівська сільська рада     | c. Урожайне        | c. Урожайне c. Присивашне                                                          |           |                 |                        |                     |
| 11 | Чапаєвська сільська рада        | c. Черкез-Тобай    | c. Черкез-Тобай c. Коломенське c. Миколаївка c. Новий Мир c. Новоселівка c. Хлібне |           |                 |                        |                     |
| 12 | Чорноземненська сільська рада   | c. Чорноземне      | c. Чорноземне c. Алмазне c. Дем'янівка c. Корніївка c. Роздольне                   |           |                 |                        |                     |

* Примітки: м. — місто, с-ще — селище, смт — селище міського типу, с. — село